# Conlie
Conlie là một xã thuộc tỉnh Sarthe trong vùng Pays-de-la-Loire tây bắc nước Pháp. Xã này có diện tích 17,16 km2, dân số năm 2006 là 1778 người.
Trong thời chiến tranh Pháp-Phổ, đây là nơi đóng trại Conlie.